# Kejsaren är naken
Kejsaren är naken är ett musikalbum av Dan Hylander, utgivet 1992.

## Låtlista
1. Din blåögde vän
2. Vad bryr jag mej om det...
3. Mamma tro mej
4. Går mest o drömmer...
5. Hå, hå ja
6. Dumhet är inne i år
7. Nästan förälskade
8. Kärlek förlåter o förstår
9. Italienska skor
10. När dina vänner fått nya vänner...
11. Lasse liten o det sunda förnuftet
12. Amanda o skuggorna
13. Blå, blå jord
14. Små mirakler
15. Fågelfri (bonuslåt på cd)